# Gilles Lussier
Gilles Lussier (ur. 5 czerwca 1940 w Montrealu) – kanadyjski duchowny katolicki, biskup Joliette w latach 1991–2015.

## Życiorys
Święcenia kapłańskie otrzymał 19 grudnia 1964.
23 grudnia 1988 otrzymał nominację na biskupa pomocniczego diecezji Saint-Jérôme ze stolicą tytularną Augurus. Sakry biskupiej udzielił mu 28 lutego 1989 kard. Paul Grégoire.
7 września 1991 papież Jan Paweł II mianował go ordynariuszem Joliette w metropolii Montrealu.
8 września 2015 przeszedł na emeryturę.